# 西拉语群
西拉语群属于汉藏语系南部彝语哈尼语支。西拉语群首先由Hsiu (2016)归纳出。
大多数西拉语群语言分布在老挝北部丰沙里省，少数人生活在中国云南和越南莱州省。

## 语言
西拉语群语言有：
- 西拉语
- 基尔语
- 搓梭语
- 帕札语
- 帕那语
- 木奇语
- 阿克语
- 勾克语

## 系属分类
西拉语群的内部分类首先由Hsiu (2016)通过计算机系统发生词汇分析归纳。
西拉语群
- 木奇语
- (核心分支)
  - 帕札语
  - 基尔语、搓梭语
  - 西拉语

下面的西拉语群分类是随后Hsiu (2018)的修订。
西拉语群
- 鲁玛语 Luma, 帕拉语 Pala
- 阿克语、勾克语
- 木奇语
- 西拉语连续体：
  - 西拉语、西达语 Sida
  - 帕札语
  - 基尔语、搓梭语
  - 帕那语